# Orchis anatolica
Orchis anatolica är en orkidéart som beskrevs av Pierre Edmond Boissier. Orchis anatolica ingår i släktet nycklar, och familjen orkidéer. Inga underarter finns listade i Catalogue of Life.

## Bildgalleri

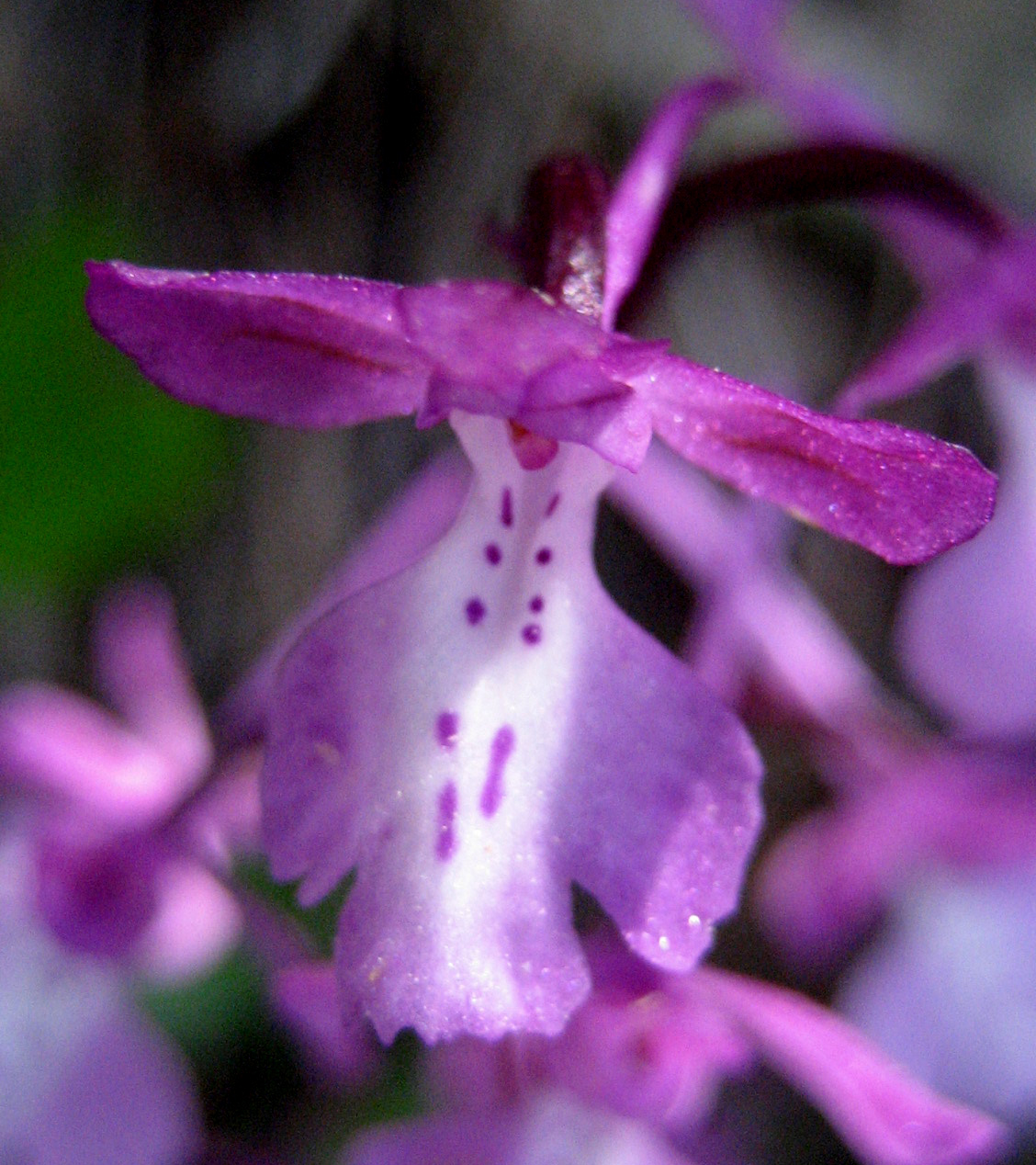
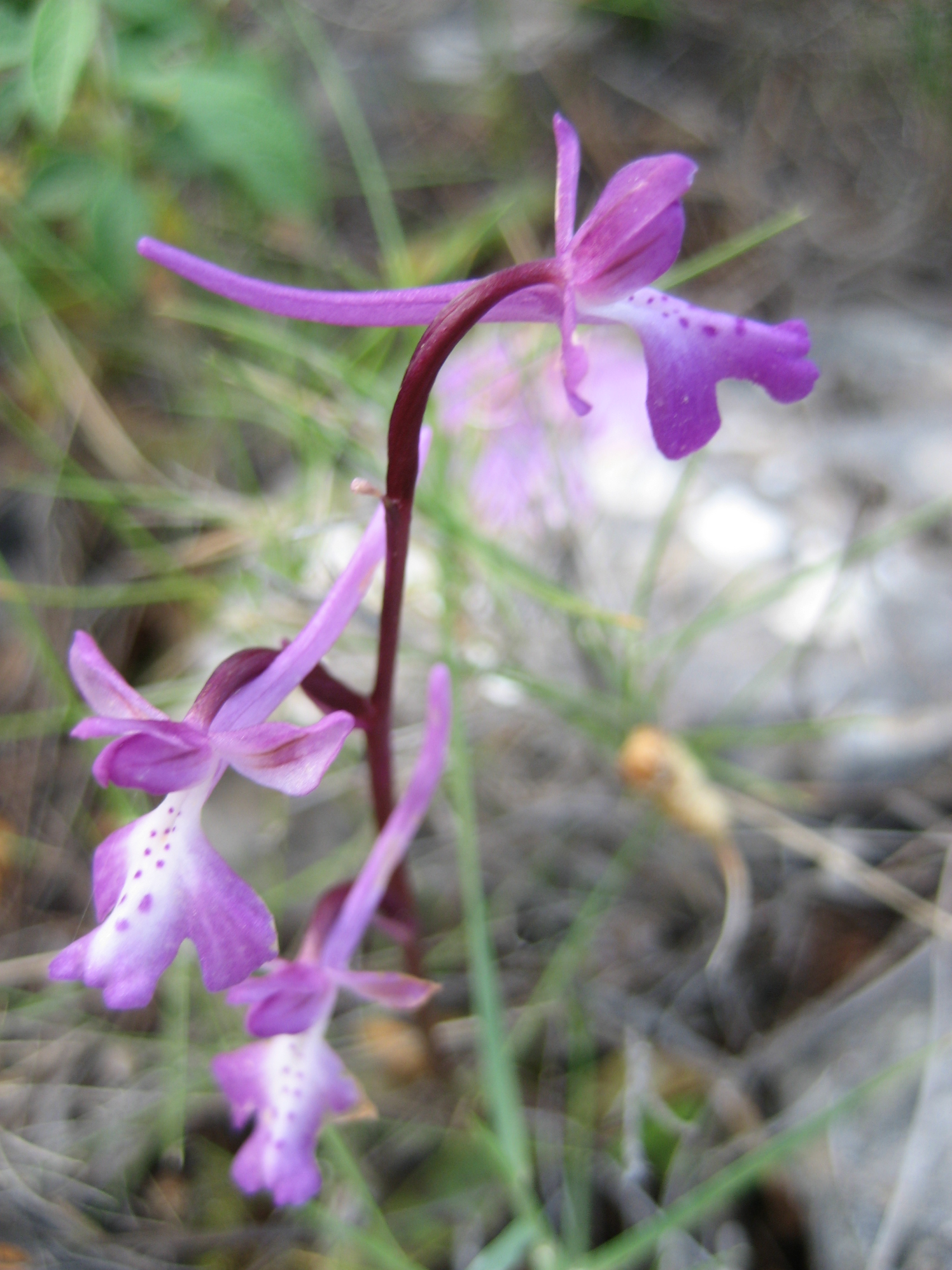
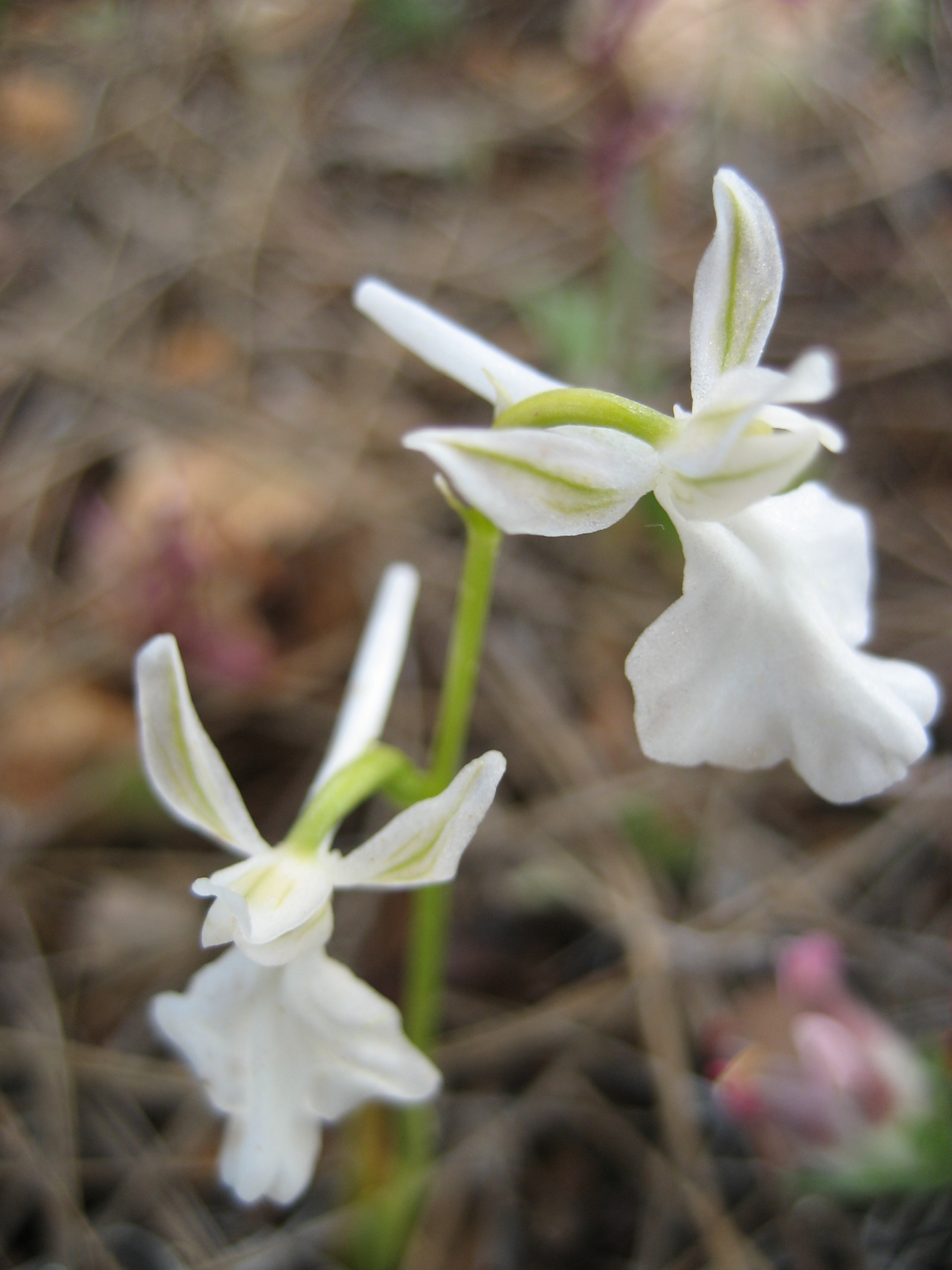
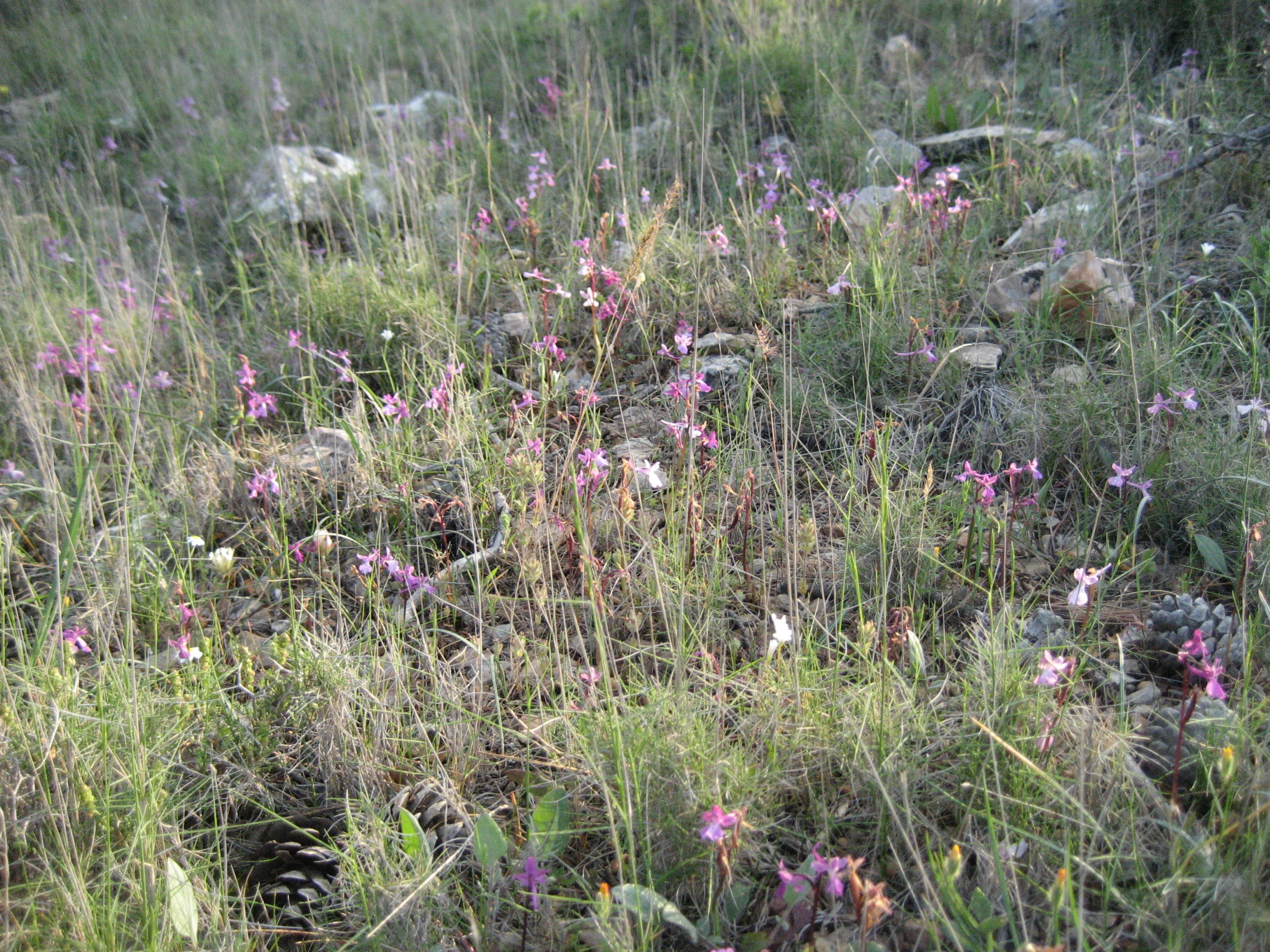
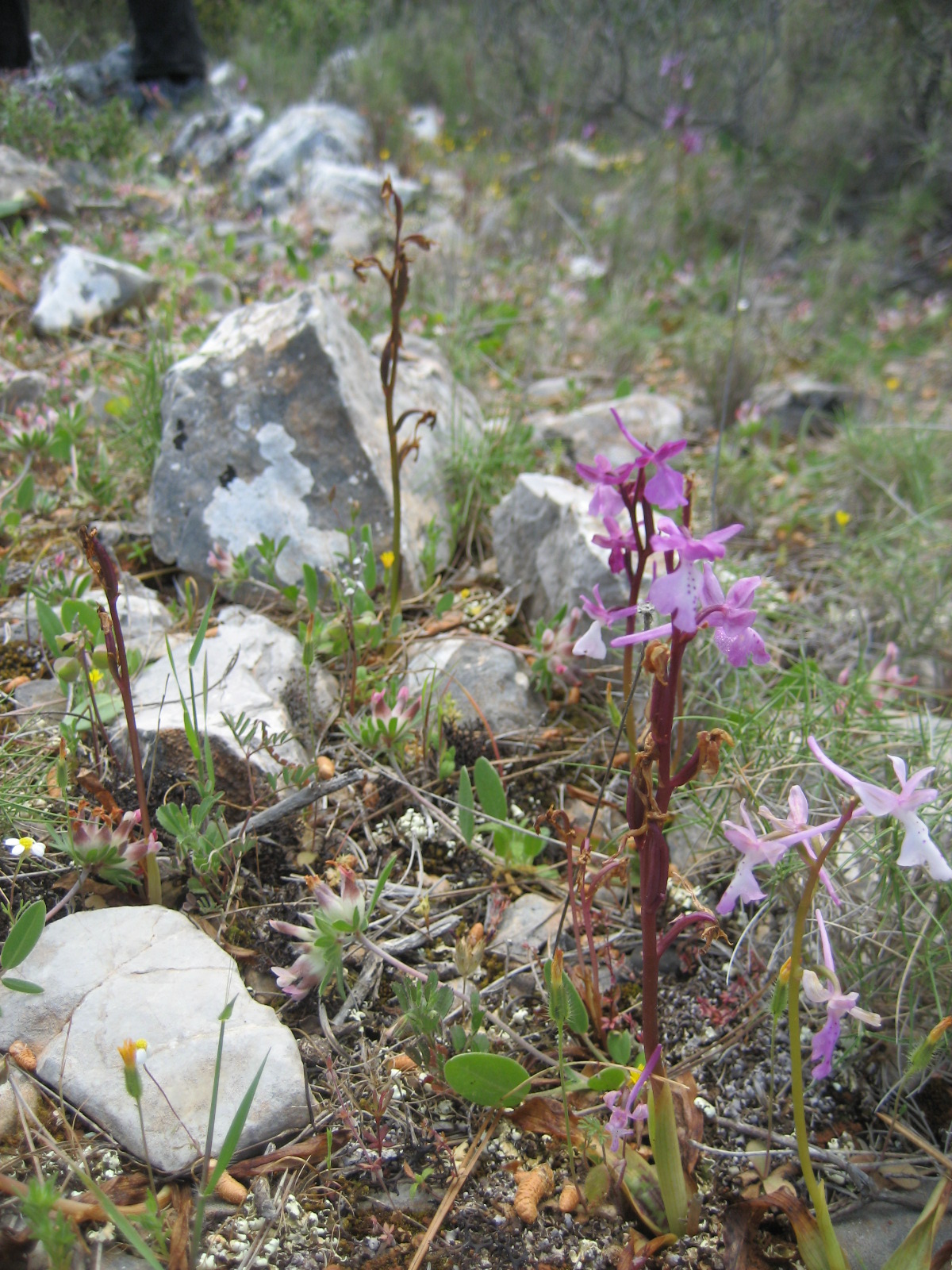
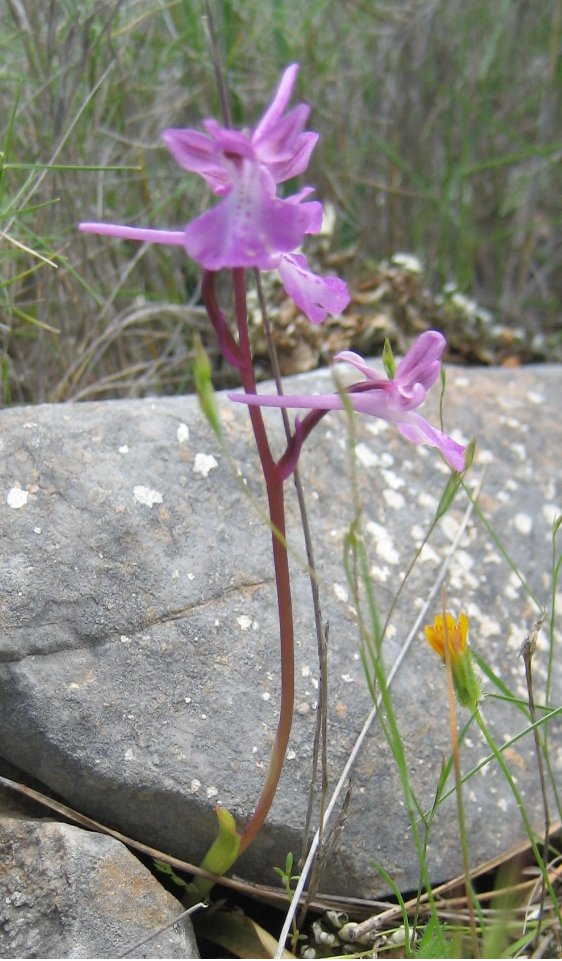